# Lago Sinia
El lago Sinia (en griego: Λίμνη Ξυνιάς/Ξυνιάδα: Λίμνη Ξυνιάς/Ξυνιάδα) fue un lago de la Grecia Central.
Estaba en una caldera del monte Otris, medía aproximadamente 5 km × 7 km y tenía una profundidad de 5 m. Su nombre provenía de la cercana ciudad de Sinia. En la Edad Media, recibió el nombre eslavo de Ezeros, que también se dio a la ciudad vecina.
Fue desecado entre 1936 y 1942 para dedicar el terreno obtenido a cultivos.